# Artaxerxes IV
Artaxerxes IV ou simplesmente Arses (? — 336 a.C.), foi xá entre 338 a.C. e 336 a.C. Ele foi filho e sucessor de Artaxerxes III, Arses morreu assassinado e foi sucedido pelo seu primo Dario III, último xá.[carece de fontes?]